# Technesthésie
Le mot technesthésie est formé à partir du préfixe grec tech (art, technique, savoir-faire) et du suffixe aesthesis (sensation). La technesthésie est donc une technique d'expression orale qui a pour effet le développement sensoriel et moteur de l'être (individu en relation avec lui-même) et de la personne (individu dans une relation sociale) dans et par la parole. Le but de la technesthésie est de retrouver les sensations à l'aide d'une technique dans la parole.

## Présentation
Originaire de Montpellier, la technesthésie s'élabore à partir de 1946, dans la rencontre d'hommes de théâtre, de science, d'entreprise, de journalistes, de musiciens, d'enseignants et de médecins, sous l'impulsion de Régine Lacroix-Neuberth. Si Régine Lacroix-Neuberth a été la "mère" de la technesthésie, Guy Monnier (enseignant de lettres modernes, décédé en 1994) en a été "le père".  Humaniste et pédagogue novateur, il a été une référence pour de nombreux élèves bien souvent issus de quartiers défavorisés. En 1973, la formation permanente l'introduit dans les Chambres de Commerce, les structures privées, les organismes publics. La technesthésie est également enseignée par le CIES pour former les moniteurs de l'enseignement supérieur.

## Les 4 mécanismes et exercices de la Technesthésie
- Le combiné de base : la pensée procède par assemblage de termes relatifs entre eux et constituant ensemble la plus petite unité de signification : le syntagme. Ce mécanisme se travaille par l'exercice du groupage des mots. Dans cet exercice réside la science du temps.

- Les variations du flux verbal : comme tout ce qui coule dans la nature, la parole est soumise à la loi de l'alternance. Elle emploie des mouvements divers de lenteur et de rapidité. Ce mécanisme se travaille par l'exercice dit d'accéléré-ralenti. Dans la pratique, on se pose (ralenti), on se lance (accéléré), on se re-pose (ralenti). Dans cet exercice réside la science de l'énergie.
- Le geste articulatoire : la parole est un geste, geste à la fois ample et précis de la bouche, sur lequel le corps entier s'articule. L'articulation des sons s'exécute en des lieux précis de la bouche appelés points d'articulation, lieux de rencontre de la langue et du palais, de la langue et des dents, des lèvres et des dents et des lèvres entre elles. Ce mécanisme se travaille par l'exercice du BA-BE-BI-BO-BU. En pratique, enchaîner la succession de sons sans arrêt après chaque séries de consonnes (3 séries en une respiration par exemple). Tout l'exercice doit être donné sur la note centrale[4] de chacun. Pour s'exercer, porter son attention sur les gestes effectués par la langue et les lèvres, conserver une intensité égale, rechercher un maximum de liabilité et de percussion et s'aider d'un petit bâton.
- L'organisation des séquences parlées : la pensée procède par assemblage de termes relatifs entre eux et constituant ensemble la plus petite unité d'action : la séquence. Ce mécanisme se travaille par l'exercice d'attaque et de finale. On rencontre une attaque au début d'une idée, d'un événement, d'une séquence parlée. La finale se situe à la fin d'une idée, d'un événement, d'une séquence parlée. L'attaque et la finale ont trois mêmes exigences : un son fort, la note centrale de la voix, un effort de présence. Dans la pratique, boucler des boucles[5]. [6]

- Technesthésie : Illusion, réalité . Régine Lacroix-neuberth. Centre expérimental de recherches en psychologie collective. 1979